# Omnimover
Omnimover is de benaming voor een transportsysteem dat toegepast wordt in darkrides. 

## Werking

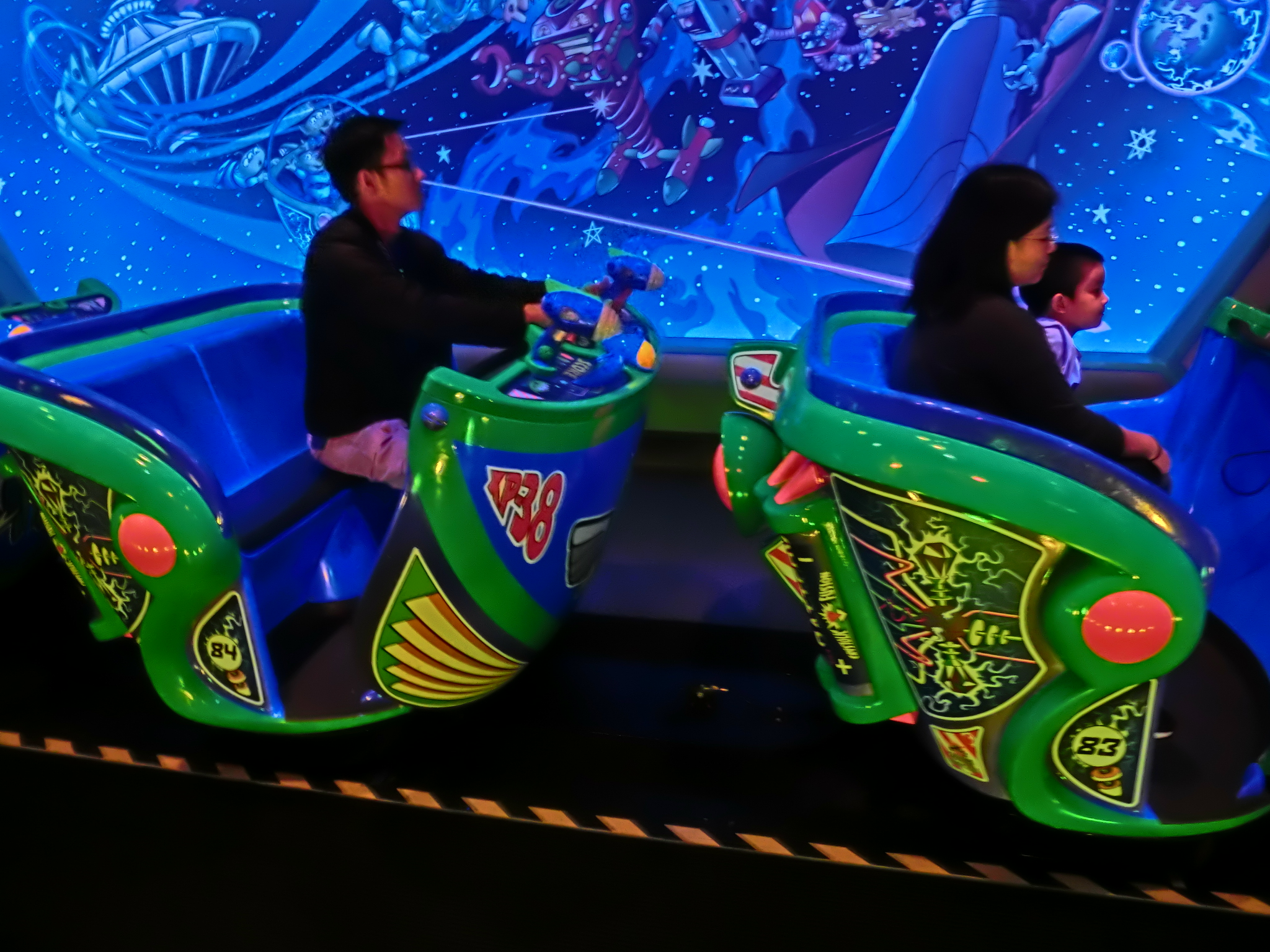
Omnimover in Hong Kong Disneyland.

Het omnimoversysteem bestaat uit een oneindige rij voertuigen die met elkaar verbonden zijn. Onder de voertuigen bevinden zich de rails, waaraan elk voertuig bevestigd is. Door deze constructie hebben alle voertuigen dezelfde snelheid. Indien een omnimover wordt stilgezet stoppen alle voertuigen tegelijkertijd en andersom. Aangezien een omnimover continu in beweging is, wordt op het station meestal gebruikgemaakt van een lopende band of draaischijf die dezelfde snelheid heeft als de voertuigen. De voertuigen van een omnimoversysteem kunnen 360 graden om hun eigen as draaien. In sommige interactieve darkrides kunnen bezoekers met een stuurknuppel de stand van het voertuig zelf bepalen.

### Doombuggie
De voertuigen die gebruikt worden voor het omnimoversysteem kunnen ieder van een ander formaat en uiterlijk zijn. Echter wordt voornamelijk de "doombuggie" toegepast. Deze voertuigen zijn bekend vanwege hun schelpvormige uiterlijk, waarin twee à drie personen passen. 

## Geschiedenis
De omnimover stamt uit april 1968 en is bedacht door Roger Broggie en Bert Brundage namens Walt Disney Imagineering, de ontwerpafdeling van de Disneylandparken. De naam is bedacht door Bob Gurr die de naam heeft bedacht door de woorden "OmniRange" en "PeopleMover" te combineren. De eerste omnimover werd toegepast in een darkride in Disneyland. In Nederland is een omnimover te vinden in het Carnaval Festival in de Efteling.
Categorie · Afbeeldingen